# Aidalai
Albums
'Descanso dominical' Ana José Nacho
Aidalai est un album du groupe pop Mecano, sorti en 1991, après le succès international de Descanso dominical.
Son lancement se produit au milieu de rumeurs sur la séparation du groupe en raison de différends entre les frères Nacho Cano et José María Cano. C'était leur troisième parution avec Ariola Records. Le titre fait référence à un jeu de mots entre « Aidalai » et « ¡ Ay Dalai ! », ce qui signifie en français « Oh Dalaï ! »[source insuffisante]. L'album s'est vendu à un million d'exemplaires en Espagne et à 3,5 millions dans le reste du monde. 

## Édition espagnole
Les titres d'Aidalai vont de chansons très minimalistes comme « Sentía » (une sensation de bossa nova) dans laquelle la voix de la chanteuse Ana Torroja est accompagnée par seulement deux guitares acoustiques et des maracas, à d'autres aussi complexes que « Naturaleza muerta » (Nature morte), qui possède un arrangement complexe de cordes orchestrales. Cependant, l'album contient également des chansons typiques du style techno-pop du groupe, comme « El fallo positivo » (Le verdict positif) sur le problème du SIDA, avec peut-être l'une des meilleures œuvres d'arrangements vocaux de Nacho Cano , et Dalaï Lama (es), qui raconte la vie du dalaï-lama et l'invasion du Tibet par la Chine[source insuffisante],.

## Liste des titres
1. El fallo positivo, 4:03.
2. El uno, el dos, el tres, 4:43.
3. Bailando salsa, 4:12.
4. El 7 de septiembre, 5:03.
5. Naturaleza muerta, 5:05.
6. 1917 (Instrumental), 4:16.
7. Una rosa es una rosa, 4:51.
8. El lago artificial, 3:56.
9. Tú, 4:19.
10. Dalaï Lama, 5:33.
11. El peón del rey de negras, 4:52.
12. J.C., 4:23.
13. Sentía, 3:29.
14. El 7 de septiembre (versión acústica), 4:36 (Seulement dans l'édition de 2005)[6].